# Ruisseau du Carre
Pour les articles homonymes, voir Bruyant.
Le ruisseau du Carre ou ruisseau du Carré est un cours d'eau de France situé en Isère, au nord-est de Grenoble et au sud de Chambéry, dans le massif de la Chartreuse, et qui conflue avec l'Isère dans le Grésivaudan. Né au pied des falaises des rochers de Bellefont dans le massif de la Chartreuse, il porte le nom de ruisseau Bruyant jusqu'à la cascade qui lui fait quitter le plateau des Petites Roches et entrer dans le Grésivaudan où il conflue avec l'Isère.